# Leonard Edelen
Leonard ("Buddy") Edelen (Harrodsburg, 22 september 1937 – Tulsa, 19 februari 1997) was een Amerikaanse marathonloper. Hij woonde in Engeland gedurende zijn sterkste wedstrijdjaren. In 1963 werd Edelen de eerste atleet die met een nieuw wereldrecord van 2:14.28 de marathon sneller wist te lopen dan 2 uur en 15 minuten. Edelen won ook in 1964 de Amerikaanse olympisch trials en vertegenwoordigde Amerika op de Olympische Spelen van 1964.
Edelen talent op de marathon bleek al vroegtijdig in zijn sportcarrière. In 1962 werd hij vierde op de marathon van Fukuoka in een Amerikaans record van 2:18.57. Hij was hiermee de eerste Amerikaan die sneller dan 2 uur en 20 minuten liep op de marathon. Hij was ook de eerste Amerikaan die de 10.000 m sneller dan 30 minuten liep.
Op 15 juli 1963 liep Edelen de Polytechnic Marathon (van Windsor naar Chiswick) in 2:14.28. Hij verbeterde hiermee een nieuw wereldrecord dat op 2 dagen na een jaar stand hield. Toen liep de Britse Basil Heatley de Polytechnic marathon, die dat jaar op 13 juli werd gehouden, in 2:13.56.
Na zijn wereldrecord in 1963 won hij de Košice Peace Marathon in een parcoursrecord van 2:15.09. Deze tijd werd vijftien jaar lang niet verbeterd. In het jaar erop won hij de Amerikaans olympische selectiewedstrijden met bijna 20 minuten voorsprong en hij werd zesde op de Olympische Spelen dat jaar.

## Persoonlijke records
- 2 mijl – 8.57,4i (1960)
- 5000 – 13.54.4 (1961)
- 6 mijl – 28.00,8 (1963)
- 10.000 m – 29.53,0 (1963)
- marathon - 2:14.28 (1963)

## Palmares

### Marathon
- 1962:  Marathon van Cardiff - 2:22.32,0
- 1962:  Marathon van Kosice - 2:28.31,4
- 1962: 4e Marathon van Fukuoka - 2:18.56,8
- 1963:  Marathon van Chiswick - 2:14.28 (WR)
- 1963:  Marathon van Kosice - 2:15.09,6
- 1963:  Marathon van Athene - 2:23.06,8
- 1964: 6e Olympische Spelen van Tokio - 2:18.12,4
- 1964:  Marathon van Yonkers - 2:24.25,6
- 1965:  Marathon van Chiswick - 2:14.34
- 1965:  Marathon van Krefeld - 2:21.00,3

- International Standard Name Identifier: 0000 0000 2940 4878
- Library of Congress Control Number: n91013547
- Virtual International Authority File: 58251112
- WorldCat: E39PBJq6X8x94hfXbBVbwwvWDq